# Hein-Arne Mathiesen
Hein-Arne Mathiesen (* 4. April 1971) ist ein ehemaliger norwegischer Skispringer.

## Werdegang
Mathiesen startete ab 1991 im Continental Cup (COC). In den ersten beiden Jahren blieb er jedoch erfolglos. Erst in der Saison 1993/94 konnte er mit 302 Punkten den 16. Platz in der COC-Gesamtwertung erreichen. Daraufhin wurde er am 22. Januar 1994 auch erstmals für ein Springen im Skisprung-Weltcup nominiert und sprang von der Normalschanze in Sapporo auf den 54. Platz. Auch am Tag später blieb er mit Platz 42 auf der Großschanze erfolglos. In den folgenden Saisons sprang er wieder ausschließlich im Continental Cup. In der Saison 1996/97 erreichte er mit 841 Punkten seinen ersten und einzigen Gesamtsieg in dieser Serie. Daraufhin wurde er 1997 für weitere Springen im Weltcup nominiert. Am 1. Februar 1997 erreichte er dabei in Willingen mit Platz 28 seine ersten Weltcup-Punkte. Im zweiten Springen einen Tag später erreichte er mit Platz 9 die höchste Platzierung seiner Karriere im Weltcup. Die Weltcup-Saison 1996/97 beendete er auf dem 61. Platz in der Weltcup-Gesamtwertung. Zur Saison 1997/98 startete er noch einmal erfolglos im Continental Cup, bevor er nach Ende der Saison 1998 seine aktive Skisprungkarriere beendete.